# 毛馬陸目
毛馬陸目（學名：Polyxenida）為倍足綱下的一個目，最大的特徵在於在柔軟無鈣化的外殼上佈滿了剛毛。毛馬陸目下共有4科至少167種，也是毛尾馬陸亞綱下唯一的現存目。

## 描述
毛馬陸與其他馬陸最大的差異在於牠們具有柔軟無鈣化的外骨骼、甲殼上佈滿了剛毛、較少的腳數量（不超過17對）、且雄性缺乏生殖肢。體型偏小，體長最長不會超過7（0.28英寸）。

## 防禦機制
毛馬陸缺乏一般馬陸所具有的堅硬外骨骼與化學防禦機制，而是具有一套獨特的自我防衛方法：牠們身上具倒刺的綱毛十分容易脫落，能殘留在掠食性昆蟲的附肢與口器上，進而阻礙牠們的行動。

## 繁殖
雄性毛馬陸缺乏一般馬陸用來傳輸精子的生殖肢，因此牠們只能透過間接的方式提供精子。雄性會丟下精包，並交由雌性拾取。
許多種的毛馬陸也能進行單性生殖，當雄性個體稀少時，雌性依然有能力在未受精的情況下產卵並孵化下一代。

## 分類學

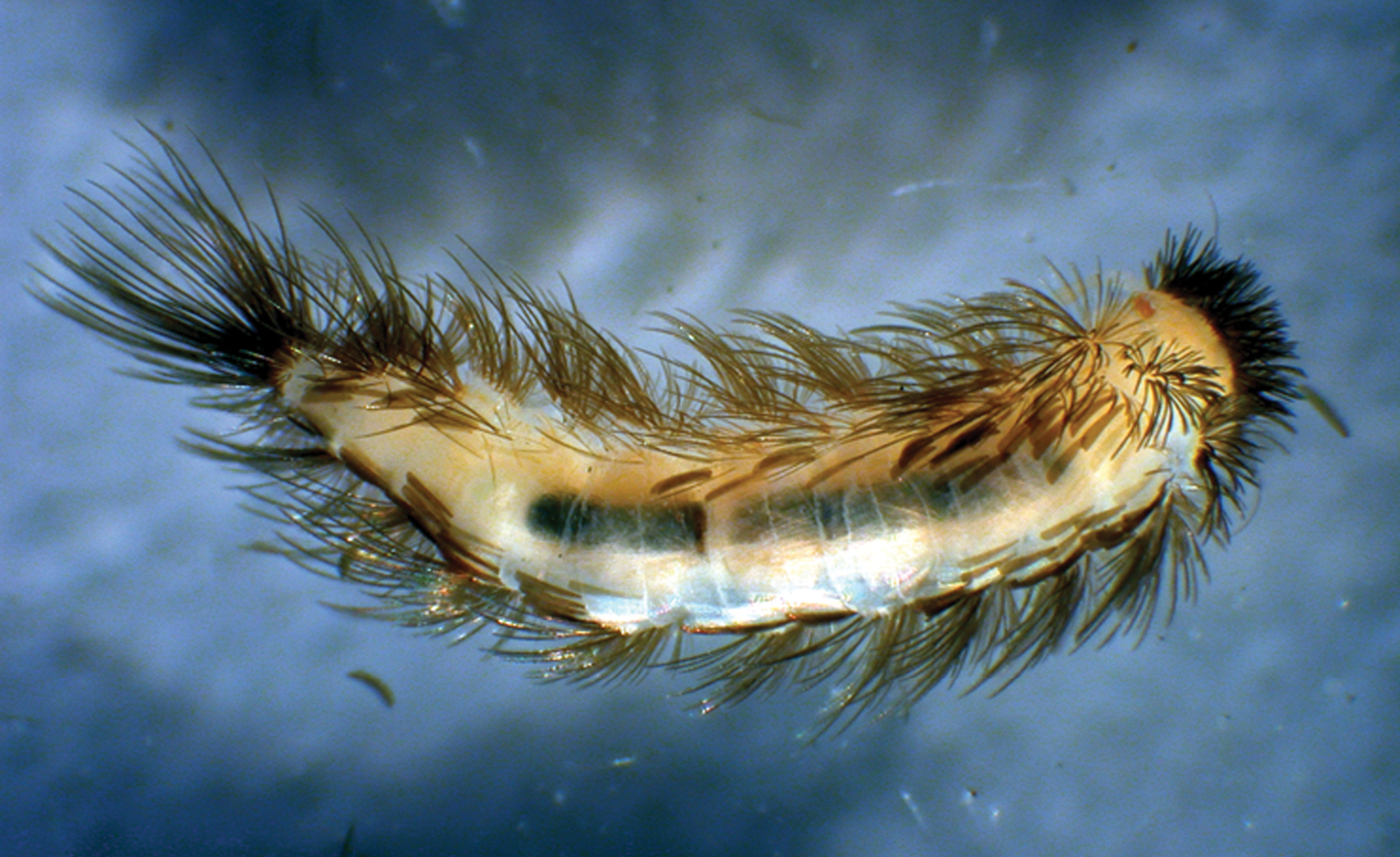
Phryssonotus brevicapensis（合馬陸科），2011年發現於南非

毛馬陸為毛尾馬陸亞綱現存的唯一目，且為所有馬陸所屬亞綱的基群。毛尾馬陸亞綱為所有現存馬陸的姊妹群，包括五帶馬陸下綱及蠕形馬陸下綱。
2003年，毛馬陸目包含了159種有效種及亞種，但是自2010年以來，已陸續發表了至少8個新種。
- 毛馬陸總科 Polyxenoidea Lucas, 1840
  - Hypogexenidae（英语：Hypogexenidae） Schubart, 1947
  - Lophoproctidae（英语：Lophoproctidae） Silvestri, 1897
  - 毛馬陸科 Polyxenidae Lucas, 1840
- 合馬陸總科 Synxenoidea Silvestri, 1923
  - 合馬陸科（英语：Synxenidae） Synxenidae Silvestri, 1923

## 化石紀錄
最早的毛馬陸化石發現於黎巴嫩白堊紀早期的一個琥珀之中。 
部分科學家將已滅絕的節肋目與Eoarthropleurida併入毛尾馬陸亞綱之下，作為毛馬陸目的姊妹群。

## 外部連結
- 维基共享资源上的相關多媒體資源：毛馬陸目
- 網絡生命大百科
- 毛馬陸目物種圖片 （页面存档备份，存于）